# Sociogram

Ett exempel på ett sociogram, där de blåa cirklarna är individer

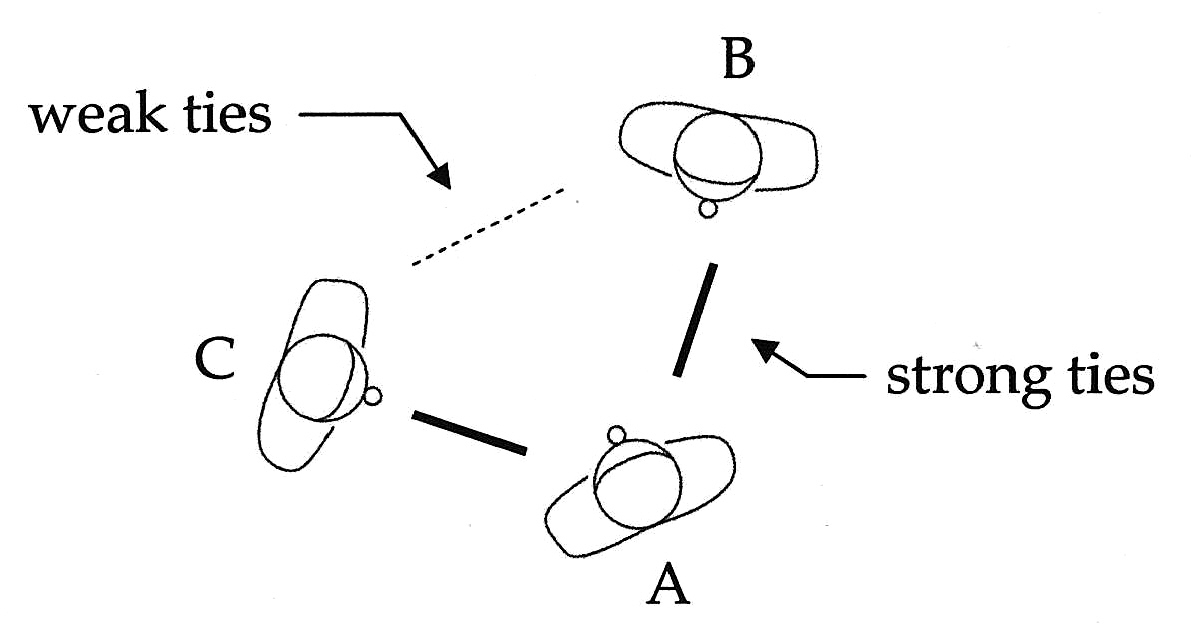
Ett sociogram som gör skillnad på starka och svaga relationer. De tydliga linjerna är starka relationer, och de svaga linjerna är svaga relationer

Ett sociogram är ett diagram som avbildar sociala kontakter i en grupp, det vill säga ett socialt nätverk av människor. Sociogram används inom underrättelsetjänst och övervakning men även av lärare för att synliggöra elever som är utanför socialt.[källa behövs]
Sociogrammet, som är en typ av nätdiagram eller graf, utvecklades av den österrikisk-amerikanske socialpsykologen Jacob Moreno (1889-1974) för att studera valet av egenskaper i en grupp. Sociogram kan användas för att studera många olika saker: struktur och mönster i en grupps agerande till varandra, sätt att få inflytande socialt, kommunikationsvägar och så vidare. 

## Sociogram inom underrättelsetjänst
Sociogram används inom underrättelsetjänst och annan övervakning för att analysera personers kontaktnät, bland annat genom att åskådliggöra vem som har kontakt med vem.
I den svenska diskussionen kring FRA-lagen 2008 uppmärksammades denna aspekt av signalspaning med hjälp av trafikdata.

## Sociogram i skolor
Sociogram används bland annat på skolor och på förskolor, för att man lätt ska finna barn som har svårt att ta kontakt med andra socialt. På en skola i Gävle använder man tre cirklar inuti varandra, där de innanför den innersta cirkeln är kärnbarn; barn som har lätt för sociala situationer, den mittersta cirkeln för mellanbarn; barn som har medelsvårt för sociala situationer, och den yttersta cirkeln för utanförbarn; barn som har svårt för sociala situationer, och ofta går omkring ensamma.